# Thorvall
Thorvall är en svensk släkt från Tanums socken i Bohuslän.
Prästen Hans Oskar Thorvall, född i Tanum 1844 och död 1925 i Prästgården, Fläckebo socken i Västmanland, tillhörde första generationen med namnet Thorvall. Han blev student vid Uppsala universitet 1872, prästvigdes 1875 och fick infödingsrätt i Västerås stift samma år. Från 1877 var han kyrkoherde i Fläckebo församling. Han var först gift med Ellen Maria Hedgren, men blev änkling och gifte 1887 om sig med Hilma Johanna Lindberg, född 1858 och död 1932. Hon var dotter till komministern Carl August Lindberg och Maria Catrina Johansson.
Släktens mest kända person är H.O. Thorvalls sondotter illustratören och författaren Kerstin Thorvall.
23 personer bar namnet Thorvall i Sverige den 31 december 2015. Därutöver var två personer vid samma tidpunkt folkbokförda med stavningen Thorwall.

## Stamtavla över kända ättlingar
- Hans Oskar Thorvall (1844–1925), kyrkoherde, Fläckebo, Västmanland, gift med 1) Ellen Maria Hedgren, 2) Hilma Johanna Lindberg 
  - Dagny Thorvall (1883–1933), lärare och skribent
  - Åke Thorvall (1889–1936), läroverksadjunkt, gift med Thora Christiansson, lärare
    - Kerstin Thorvall (1925–2010), författare, gift med 1) Lars Erik Falk, konstnär, 2) Per Engström, konstnär
      - Hans Falk (född 1949), författare och idéhistoriker, varit gift med Bisse Falk, författare
        - Mårten Falk (född 1973), klassisk gitarrist

      - Gunnar Falk (född 1955), skådespelare, författare, konstnär, varit sambo med Lena Ag